# Ciccardi
Ciccardi è un cognome di lingua italiana.

## Origine e diffusione
È una variante dei cognomi Cecchi e Sicardi.